# Karel Hanika

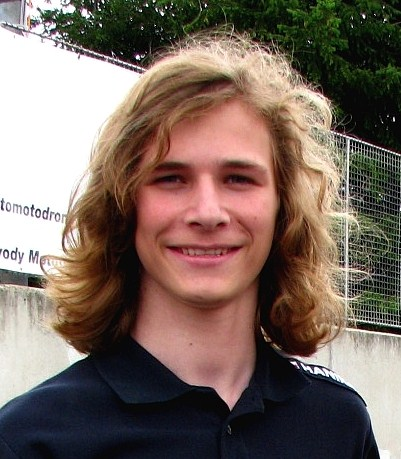
Karel Hanika in 2012

Karel Hanika (Brno, 14 april 1996) is een Tsjechisch motorcoureur.

## Carrière
Hanika maakte zijn motorsportdebuut in de minibikes op zevenjarige leeftijd. In 2011 werd hij kampioen in de 125cc-klasse van zowel het Tsjechisch als het Oostenrijks kampioenschap wegrace. In 2012 maakte hij de overstap naar de FIM MotoGP Rookies Cup. Hij won drie races op het Automotodrom Brno, het Misano World Circuit Marco Simoncelli en het Motorland Aragón en stond in vier andere races op het podium. Met 162 punten werd hij achter Florian Alt en Scott Deroue derde in het eindklassement. In 2013 won hij zeven races op het Circuit of the Americas, het TT-Circuit Assen (tweemaal), de Sachsenring, Brno, Silverstone, Misano en Aragón en behaalde hij drie andere podiumplaatsen. Met 235 punten werd hij overtuigend kampioen in de klasse.
In 2014 debuteerde Hanika in de Moto3-klasse van het wereldkampioenschap wegrace op een KTM. Hij kende een redelijk seizoen, waarin een negende plaats in Maleisië zijn beste resultaat was. Met 44 punten werd hij achttiende in het klassement. In 2015 bleef hij bij hetzelfde team rijden en was een zevende plaats in Argentinië zijn beste klassering. Met 43 punten eindigde hij opnieuw als achttiende in het kampioenschap.
In 2016 stapte Hanika binnen de Moto3 over naar een Mahindra. Hij kende een moeilijke opening van het seizoen, waarin hij niet verder kwam dan een twintigste plaats in Italië. Na zeven races werd hij vervangen door Danny Webb. Later dat jaar nam hij op een KTM nog wel deel als wildcardcoureur in zijn thuisrace en in de seizoensfinale in Valencia, maar scoorde geen punten. In 2017 debuteerde hij in het wereldkampioenschap Moto2 op een Kalex als wildcardcoureur tijdens zijn thuisrace, waarin hij op plaats 22 finishte.
In 2018 debuteerde Hanika in het FIM Endurance World Championship op een BMW. Later dat jaar debuteerde hij in het wereldkampioenschap superbike op een Yamaha als vervanger van zijn landgenoot Ondřej Ježek vanaf het weekend op Laguna Seca. Hij eindigde de races als dertiende en veertiende. Het was de bedoeling dat hij de rest van het seizoen deel zou nemen, maar na dit weekend liep hij echter een sleutelbeenblessure op. Hij werd vervangen door Alessandro Andreozzi. Desondanks eindigde hij met 5 punten op plaats 24 in het klassement.
In 2020 debuteerde Hanika in het wereldkampioenschap Supersport op een Yamaha als wildcardcoureur tijdens de laatste twee raceweekenden van het seizoen. Hij behaalde zijn beste resultaat met een vijfde plaats op Magny-Cours en hij werd met 16 punten twintigste in de eindstand. In 2021 keerde hij terug naar het WK superbike op een Yamaha als wildcardcoureur tijdens zijn thuisrace op Most, maar scoorde hierin geen punten.